# بنجامين آي. شوارتز
بنجامين آي. شوارتز (بالإنجليزية: Benjamin I. Schwartz)‏ هو عالم صينيات أمريكي، ولد في 12 ديسمبر 1916 في East Boston ‏ في الولايات المتحدة، وتوفي في 14 نوفمبر 1999 في كامبريدج في الولايات المتحدة.